# 2021年臺北燈節
2021臺北燈節（英語：2021 Taipei Lantern Festival）為在臺灣臺北市新落成的萬華車站前萬華7號廣場舉辦的臺北燈節，展覽時間原定為2021年2月26日至3月7日，因受COVID-19疫情影響延後，展覽時間確定延至2021年12月17日(五)～12月26日(日)舉行。展區：以臺鐵萬華東、西站及周邊新落成車站前萬華7號廣場為主要展區。長沙街二段以南、和平西路三段以北，昆明街以西、環河南路二段以東。和平西路三段以南、艋舺大道以北，和平西路三段以西、西園路一段以東。此外，展區更擴大至艋舺青山宮、艋舺龍山寺、艋舺清水巖祖師廟、剝皮寮歷史街區、周邊夜市商圈。

## 主題
七彩八寶新世界

## 主燈
- 主燈中文名稱：New，是以用牛的諧音NEW來命名[6]
- 主燈英文名稱：牛頭人[7]
- 主燈設計師：李明道[8]

## 展區

### 主燈區

#### 七彩燈區

##### 七彩艋舺夢
各行各業五顏六色的招牌就好像艋舺夜市與艋舺一般老百姓生活的縮影。上頭閃耀著的每件招牌都是代表艋舺每一位老闆的夢想，是藝術家李文政的作品。

##### TAIPEI水燈排
客家傳統水燈排，燈藝師以懸掛的方式將其高高掛在燈架上組成了巨大的TAIPEI字樣，成為2021年臺北燈節的街道上最顯目的地標。

##### 七彩光雕秀
七彩光雕秀是攝影師林炳存、影像設計師王奕盛一起設計的作品，作品內含艋舺的信仰、建築與各世代的特徵、以光雕藝術再加上蒙太奇的電影剪接手法來展出。

##### 日本青森IRODORI
每一年在日本的青森各地區會都會邀請燈藝師製作數噸重的睡魔車、扇型睡魔與柱型睡魔等大型花燈來舉辦青森睡魔祭，其舉辦的目的是消災解厄與祈求平安。今年青森睡魔祭也移師2021年臺北燈節。

##### 光譜‧歇息時光
藝術家老良品樂的作品。

##### 上海燈組設計
上海市以臺北市的友誼城市參展，該城市展出的花燈由燈藝師以儂好上海為主題來製作，由知名上海的地標建築物搭配上海旅遊節的吉祥物樂樂來設計花燈

##### 新年大豐收
藝術家鄭荏瑋的作品。

##### 寫一個願望給明天的自己
日本繪馬，繪馬是在神社、寺院祈願時所使用的奉納物，祈求者只要許下心願並親手在繪馬寫下文字，然後將所寫文字掛上繪馬架，就能祈福。

##### 學生競賽燈區（一）與（二）

###### 2021年臺北燈節全國各級學校花燈競賽主辦單位
- 指導單位：臺北市政府
- 主辦單位：臺北市政府教育局、臺北市政府觀光傳播局
- 承辦單位：
  - (一)臺北市立福安國民中學（報名送件及評審）
  - (二)臺北市立康寧國民小學（頒獎典禮及表揚）
  - (三)臺北市立瑠公國民中學（經費核撥銷）[10]

###### 109年度教師民俗藝術花燈製作教學研習主辦單位
109年度教師民俗藝術花燈製作教學研習參與的各學校老師在研習中完成的花燈作品，會在2021年臺北燈節展區展出。
- 主辦單位：臺北市立建成國民中學[11]
- 初階班指導老師：林玉珠 (燈藝師)、李青芸
- 進階班指導老師：莊雅婷 (燈藝師)、李冠毅 (燈藝師)

#### 八寶燈區

##### 洗手棋
提醒參加2021年臺北燈節的民眾要勤洗手，並結合防疫口訣「內外夾攻大力完」的投影畫面。

##### 里民一起寫燈籠
以橫三直七的21個燈籠為一串，沿著康定路高掛，讓民眾看到老艋舺百年歷史的風華。

##### 萬華老字號
- 魷魚焿，日本作者：WOK22
- 青草茶，香港作者：Isabel Tong
- 肉粥，香港作者：patpatkate
- 胡椒餅，臺灣作者：Sushijojo
- 圓仔，臺灣作者：IV CHEN

##### 萬華霓好棒
藝術家蕭郁蒨的作品。

##### 八寶萬花筒
藝術家譚心的作品。

##### 艋舺龍山寺遶境花燈
艋舺龍山寺邀請燈藝師特地為2021年臺北燈節製作的龍型花燈。

##### 八寶劇場
布拉格四年展的臺灣學生館「最佳學生展體驗獎」得主江妍瑩的作品。

##### 艋舺號大船
- 藝術家陳俊瑜
- 展演時間 : 12/17-12/26 1700~2200

##### 主視覺大燈籠
2021年臺北燈節的主視覺大燈籠，以艋舺街區最常見傳統紙燈籠來承獻，圓潤典雅的造型有降福與吉祥的意涵。

##### 建政百年大華蓋
藝術家吳鷗翔的作品。

##### 國際友好燈區
愛媛縣松山市、青森縣弘前市、宮城縣、茨城縣笠間市、名古屋市的花燈參展。

##### 門神保平安大燈籠
藝術家陳盈如的作品。

##### 艋舺祖師廟遶境花燈
艋舺清水巖祖師廟邀請燈藝師特地為2021年臺北燈節製作的龍型花燈。

##### 上上籤
書法家張炳煌的作品。

##### 艋舺青山宮遶境花燈
動漫版靈安尊王花燈

#### 新世界燈區
藝術家湯姆帕克（Tom Parker）與其他位藝術家的作品。

#### 虛擬燈區
2021年臺北燈節官方網站上的虛擬燈區。

## 交通

### 臺北捷運
●主要：
捷運 板南線龍山寺站
●次要：
捷運 松山新店線西門站

### 火車高鐵
●台鐵 萬華車站：
*區間車
*區快車
（2042次、2046次、4046次、2033次、4025次、4027次）
*莒光號（72次、554次、653次、666次）
*自強號（204次、272次、208次、261次、262次）
*台鐵增停及加開班次

### 公車
●捷運龍山寺站：
1、38、38（區）、49、201、265、265（中央）、265（明德）、265（夜）、仁愛幹線（原263）、藍28、231、234、245、264、310、568、651、656、658、701、907、907通勤、985、台北觀光巴士紅線
●中國時報：
1、38、38（區）、仁愛幹線、231、234、245、264、310、568、651、656、658、701、907、907通勤
●龍山寺（西園）：
234、265夜、265區、265經中央路、265經明德路、38、38區、673、705、綠17
●龍山寺（康定）：
9、38區、49、62、201、205、231、234、242、264、重慶幹線（原601）、624、624綠、658、701、705、藍29
●龍山寺（剝皮寮）：
9、38區、49、62、201、205、231、234、242、264、重慶幹線（原601）、624、624綠、658、701、705、藍29
●萬華車站：
201、202區、205、49、62、985萬大樹林先導公車、重慶幹線、藍29
●龍山國小：
18
●老松國小：
218、218直、302、673、藍29
●祖師廟（康定）：
9、49、62、205、231、234、242、264、624、624綠、658、701、705、綠17
●祖師廟（貴陽）：
205、218、218直、232、302、513、635、637、663、797、799、835、藍2、重慶幹線

## 外部連結
- 七彩八寶新世界[]
- 駐雪梨台北經濟文化辦事處-2021 臺北燈節將 於 2 月 26 日至 3 月 7 日 繼續在臺北西區舊城 的萬華地區 舉辦.駐雪梨台北經濟文化辦事處.2020-09-18（页面存档备份，存于）